# Anna Foa
Anna Foa (Torino, 23 dicembre 1944) è una storica italiana, autrice di numerosi studi di storia culturale della prima età moderna e di opere sulla storia degli ebrei in Italia e più in generale in Europa.
È da sempre impegnata sul fronte della memoria, della didattica della storia e della sensibilizzazione delle giovani generazioni alla conoscenza storica dei fatti riguardanti la Shoah e la deportazione nei campi di concentramento e di sterminio.

## Biografia

Da sinistra: Natalia Ginzburg, Vittorio Foa e Norberto Bobbio

Anna Foa è nata a Torino il 23 dicembre 1944, primogenita di Vittorio Foa (1910-2008), politico, sindacalista, storico, uno dei padri fondatori della Repubblica, e di Lisa Giua (1923-2005), ex partigiana, collaboratrice di Palmiro Togliatti, storica e saggista. Con il nome di "Lisetta", Lisa Giua, amica di Natalia Ginzburg e dei suoi genitori Lidia e Giuseppe Levi, compare con "Vittorio" nel romanzo autobiografico Lessico famigliare.
Vittorio conobbe Lisetta quando era ancora una bambina, attraverso il fratello di lei, Renzo, con il quale condivideva l'impegno politico. Nell'ottobre del 1943, dopo aver trascorso otto anni in carcere per antifascismo, Vittorio, di ritorno a Torino, l'avrebbe nuovamente incontrata, ormai adulta, in un gruppo di antifascisti cui entrambi avevano aderito. Ne nacque un amore; quando nell'agosto 1944 Lisetta, con un'amica, fu catturata dai fascisti della banda Koch e detenuta nella Villa Triste di Milano, noto luogo di tortura, era incinta di Anna. Grazie all'intercessione del cardinal Schuster, le due donne vennero trasferite in ospedale e poi liberate dai partigiani.
Alla nascita, ad Anna venne attribuito un falso nome: Annalisa Rizzini. Solo dopo la Liberazione, e grazie all'insistenza dell'amica di famiglia Ada Gobetti, divenuta vicesindaco di Torino, i genitori avrebbero regolarizzato la loro unione, permettendo di legalizzare la figlia all'anagrafe con il suo vero nome. Per farlo, Anna dovette essere prima dichiarata "figlia di N.N.", e poi essere riconosciuta da entrambi.
Vittorio e Lisetta ebbero altri due figli: Renzo (1946-2009) e Bettina.

### Formazione antifascista
La formazione di Anna Foa si compie all'interno di un contesto familiare e sociale di tradizione antifascista, connotato da un forte impegno intellettuale, etico e politico. Come lei stessa scriverà, in famiglia «l'eroismo costituiva una modalità ovvia dell'essere [...] comprendeva anche regole quotidiane di comportamento: non lamentarsi di ogni piccolo dolore, camminare senza fare storie, non piangere, tenere la testa alta, vivere una dimensione politica e non solo privata».

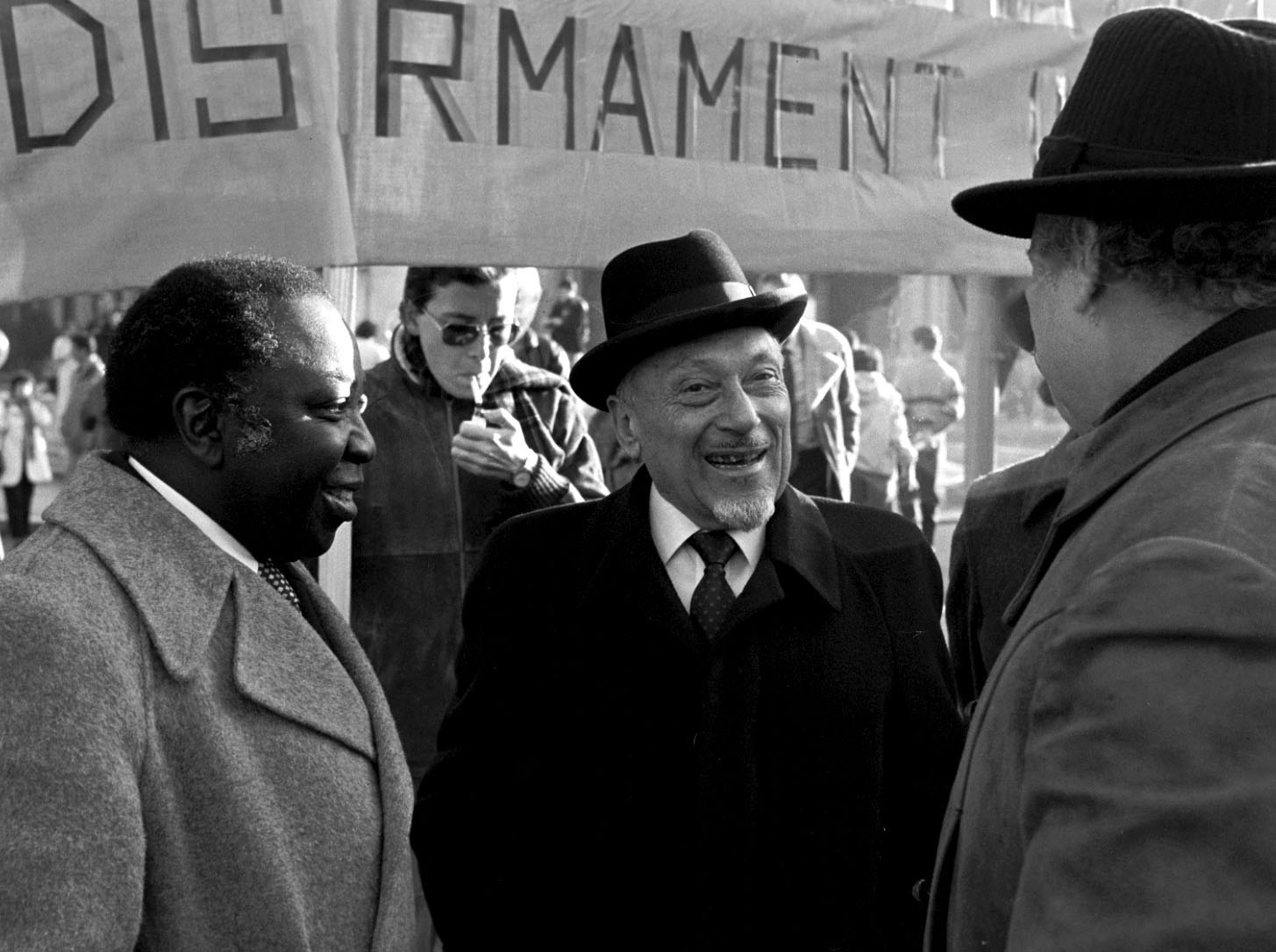
Elio Toaff alla Marcia per la pace, Roma 1985

I Foa, di origine francese e di religione ebraica, si erano stanziati in Piemonte nei primi decenni del Quattrocento. Il bisnonno paterno di Anna, Giuseppe Foa, di famiglia povera, nel 1896 fu nominato rabbino capo di Torino. Il figlio Ettore, nonno di Anna, dopo essersi laureato in legge e aver trascorso un breve periodo in magistratura, avviò una ditta di import-export di carbone che garantì, con i suoi introiti, un buon tenore di vita a tutta la famiglia. La nonna paterna, Lelia Della Torre, proveniva da un'importante famiglia ebraica, imparentata con i Levi e con legami con Simone Lattes, il fondatore della casa editrice.

Anna fin dall'infanzia ebbe rapporti stretti con l'ebraismo, ma si convertì solo dopo i quarant'anni, accompagnata in questo percorso, preceduto da una fase di conoscenza e di approfondimento dei testi sacri, dal rabbino Elio Toaff, ritenuto la massima autorità spirituale e morale ebraica in Italia dal secondo dopoguerra ai primi anni del XXI secolo.

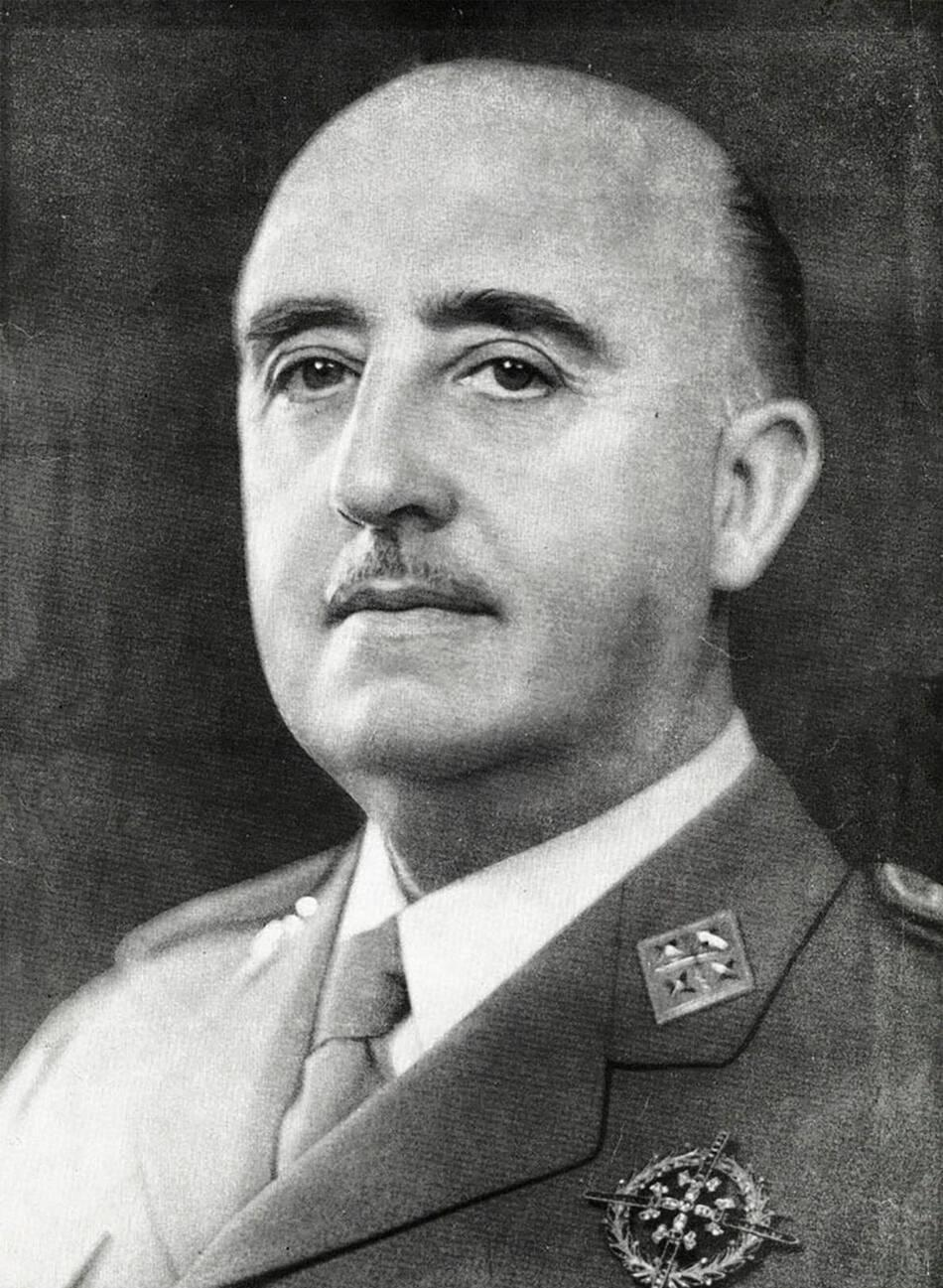
Il generale Francisco Franco, 1964

Da parte materna, i Giua erano socialisti e laici. Gregorio Agnini, il prozio della madre di Anna, Lisetta, fu deputato per oltre trent'anni, uno dei fondatori del Partito socialista e delle leghe dei braccianti in Emilia; la sorella di Gregorio, Elisa Lollini Agnini, fu un'attivista femminista, fra le prime a dar vita a Roma, nel 1896, all'Associazione per la donna.
Il nonno materno di Anna, Michele Giua, di origini sarde, docente di chimica all'Università di Sassari e in seguito trasferitosi al Politecnico di Torino fu uno degli animatori del movimento antifascista torinese collegato a Giustizia e Libertà e uno scienziato brillante, conosciuto a livello internazionale come esperto di esplosivi. Nel 1933 rinunciò all'insegnamento per non giurare fedeltà al regime fascista; due anni dopo venne arrestato con la moglie per antifascismo, insieme ai Levi, a Vittorio Foa, al padre e al fratello di questi, e scontò otto anni di carcere. Renzo, lo zio materno di Anna, amico di Pavese, nel febbraio 1938, all'età di ventiquattro anni, venne ucciso in Estremadura combattendo contro Franco nelle Brigate internazionali. Il suo corpo non verrà mai restituito alla famiglia.
Nel libro in cui racconta le vicende della sua famiglia, Anna Foa confessa che dai sette ai dodici anni coltivò il desiderio, mantenuto segreto, di recarsi in Spagna per uccidere il dittatore Franco, aggiungendo: «l'aria che si respirava in famiglia era antifascista, senza compromessi».

### Da Torino a Roma

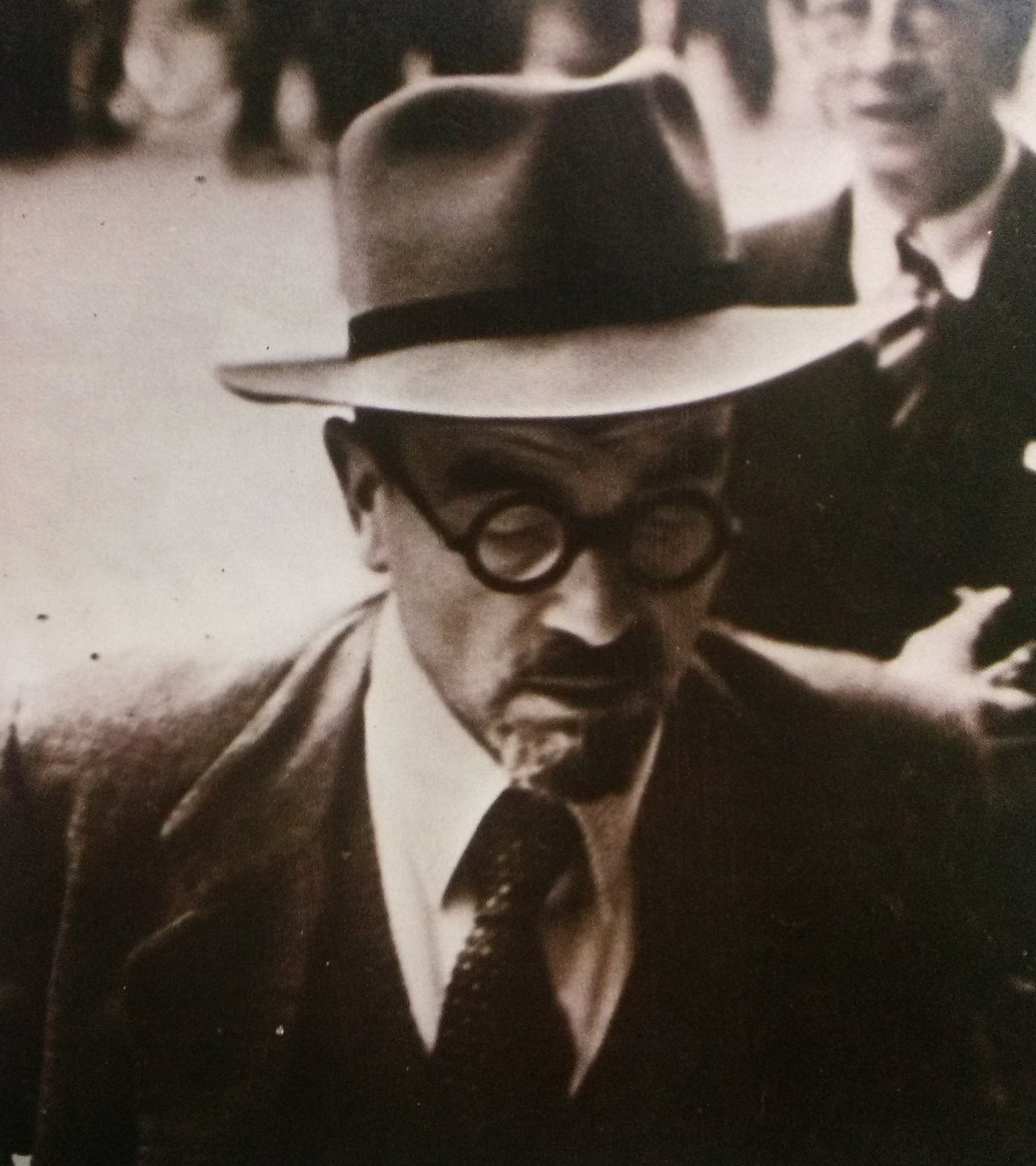
Il chimico e senatore Michele Giua, nonno di Anna Foa

Nel 1950 la famiglia Foa si trasferì a Roma, dove da tempo Vittorio svolgeva attività politica: nel dopoguerra come leader del Partito d'Azione, partecipando ai lavori dell'Assemblea nazionale costituente, in seguito come collaboratore di Di Vittorio nella segreteria della CGIL. 
Per pagare l'affitto della loro costosa anche se piccola abitazione, situata nel rione Testaccio, i Foa avevano dovuto fare grossi sacrifici, arrivando a ridurre al minimo i loro pasti. Ricordando quei tempi, Anna scriverà: «Le leggende famigliari raccontano di spinaci messi a bollire; gli spinaci erano per noi bambini, l’acqua della bollitura per Lisa e Vittorio. O di un uovo che Lisetta aveva tenuto da parte per friggerlo a Vittorio e che conteneva un pulcino».
In seguito la madre Lisa, che nel frattempo aveva imparato il russo, avrebbe lavorato all'Associazione Italia-URSS, intrecciando contatti internazionali.
A Roma frequentavano casa Foa importanti intellettuali, personalità politiche e sindacali, come Bruno Trentin, Luciano Romagnoli, i Giolitti, i Balbo, Ada Gobetti, Natalia Ginzburg, Italo Calvino, Carlo Levi, Riccardo Lombardi. 
Anna frequentò le scuole elementari nella capitale, facendo ritorno a Torino durante l'estate, un mese all'anno, nella casa dei nonni materni, dove conobbe gran parte degli esponenti di quella borghesia illuminata che aveva aderito al socialismo e all'antifascismo, come Lidia e Giuseppe Levi, Marussia Ginsburg, sorella di Leone, Carlo Mussa.

### Il primo impegno politico

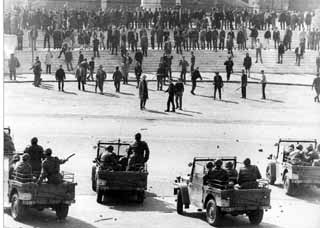
La battaglia di Valle Giulia, Roma 1º marzo 1968

Nel luglio 1960, all'età di quindici anni, Anna partecipò con un'amica alla sua prima manifestazione di piazza contro il governo Tambroni, sostenuto da una maggioranza di centro-destra, restando coinvolta nelle cariche della polizia, dalle quali la madre Lisa, provvidenzialmente comparsa, l'avrebbe abilmente aiutata a sottrarsi. Pensando a quel periodo, avrebbe poi commentato: «Dopo allora, il clima divenne ovunque, e naturalmente anche a casa nostra, molto più politicizzato».
In quegli anni Anna approfondì la sua formazione politica, leggendo testi di Marx e iscrivendosi a una sezione giovanile del PCI, dalla quale verrà però espulsa nove mesi dopo per "frazionismo", a causa delle sue simpatie trotzkiste.
Negli anni successivi, con l'iscrizione all'Università e la nascita del figlio Andrea, l'impegno politico militante di Anna rallenta. Ricorderà di essere stata presente «a Valle Giulia, quando la polizia attaccò gli studenti alla facoltà di Architettura», ma che fu costretta a «lasciare a malincuore il teatro degli scontri perché dovevo tornare a casa a dare da mangiare a mio figlio, che aveva allora tre anni».

### Carriera
Nel 1964 si iscrive all'Università "La Sapienza" di Roma, dove si laurea in storia moderna nel 1968. Approfondisce i suoi studi grazie ad una borsa di studio presso l'Istituto di Studi Storico-Religiosi della stessa università. Dal 1974 lavora sempre presso "La Sapienza", prima come contrattista, poi come ricercatrice (1981-2000) e infine professoressa associata (2000-2010) di Storia Moderna.

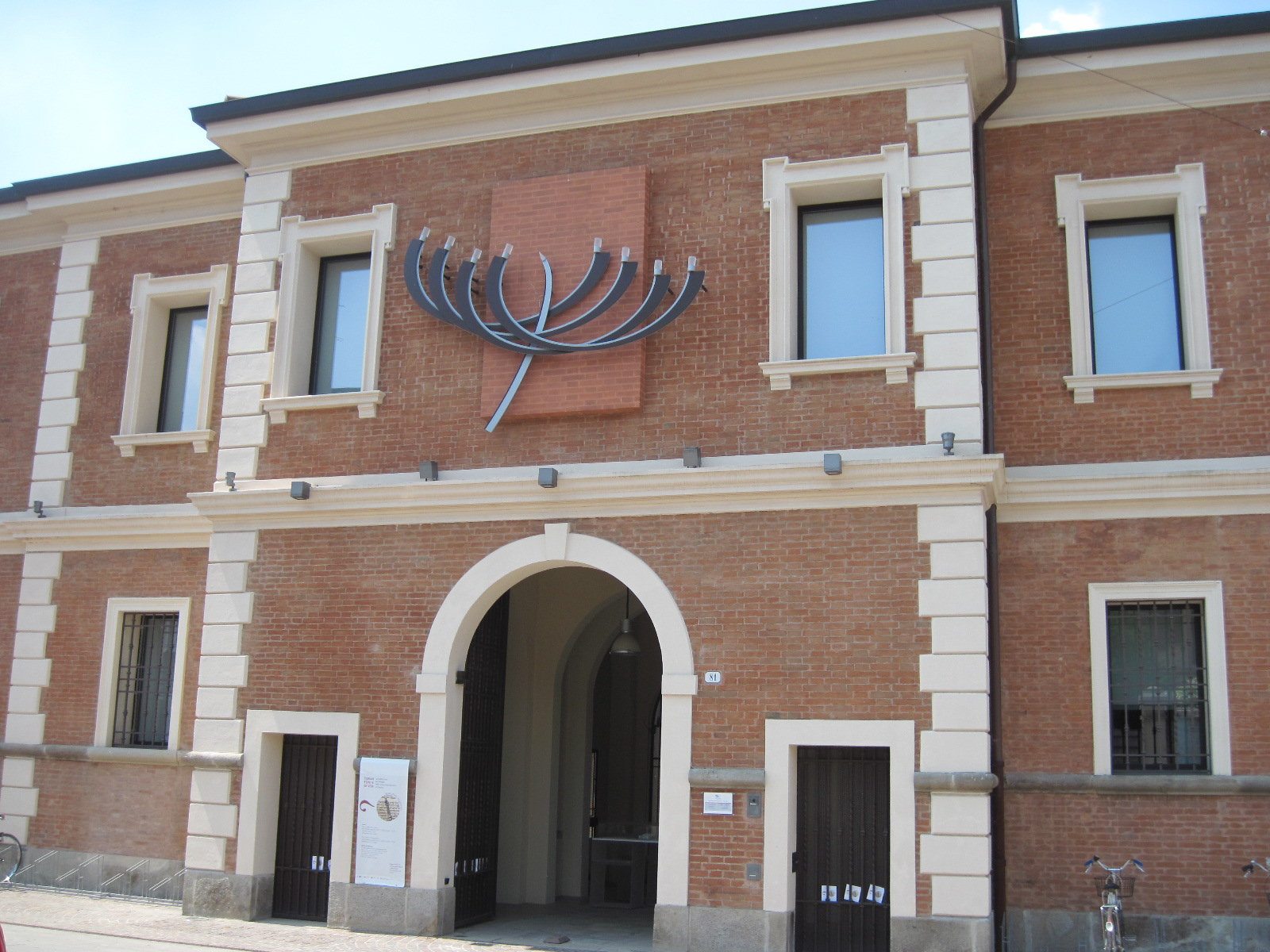
Museo Nazionale dell'Ebraismo Italiano e della Shoah (MEIS)

Le aree di interesse intorno alle quali si sviluppano le sue prime pubblicazioni - fra cui Gli intransigenti e la Rivoluzione francese (1978), Ateismo e magia. Il declino della concezione magica nel "Dictionnaire" di Pierre Bayle (1980), La stregoneria in Europa (1980) - riguardano il movimento cattolico italiano nell'età della Restaurazione, la storia della cultura nell'età moderna, la stregoneria e il rapporto tra eresia, ateismo e magia.
Dalla fine degli anni ottanta la sua produzione si orienta verso la storia degli ebrei in Europa e in Italia.
Membro della redazione de La Rassegna mensile di Israel e del Museo nazionale dell'ebraismo italiano e della Shoah, Anna Foa ha scritto saggi per la Storia d'Italia Einaudi e articoli per L'Osservatore Romano e Avvenire.
È stata membro del comitato scientifico del Centro di Documentazione Ebraica Contemporanea, ha fatto parte della redazione di Donne, Chiesa, Mondo (supplemento de L'Osservatore Romano), collabora al quotidiano dell'ebraismo italiano Pagine Ebraiche 24, al portale dell'ebraismo italiano www.moked.it, e a programmi culturali Rai, sia televisivi che radiofonici.
Nel 2019 è stata insignita dal presidente della Repubblica Sergio Mattarella del grado onorifico di commendatore, assegnato ai cittadini che si sono distinti per il loro contributo nelle professioni, nella cultura e nella società.
Le Linee guida sul contrasto all'antisemitismo nella scuola, curate dal MIUR, fanno riferimento per alcune parti al documento elaborato dal gruppo tecnico di lavoro per la definizione di antisemitismo approvato dall'IHRA (International Holocaust Remembrance Alliance), cui Anna Foa ha fatto parte.

## Opere
Ateismo e magia. Il declino della concezione magica nel "Dictionnaire" di Pierre Bayle, Edizioni dell'Ateneo, 1980
- L'autrice, a partire dalla considerazione delle caratteristiche attribuite da Bayle al Rinascimento, ritenute ispirate ai libertini eruditi, ricostruisce la posizione del filosofo francese analizzandone il pensiero su magia e stregoneria e riflettendo sulle sue implicazioni teologiche.[26][27][28]

Ebrei in Europa. Dalla Peste nera all'emancipazione, Roma-Bari, Laterza, 1992
- Anna Foa colloca nell'evento della peste nera apparsa per la prima volta nel 1348 la diffusione su scala continentale, in parte per effetto della politica perseguita dalla Chiesa, dello stereotipo antisemita che fuse in una massa esplosiva le tre accuse in precedenza circolate in forma autonoma: l'avvelenamento dei pozzi, l'omicidio rituale e la profanazione dell'Ostia. Ricostruisce il quadro generale dell'ebraismo europeo dal XIV al XIX secolo utilizzando una tecnica "pointillista", sottolineando gli specifici contesti (ebrei aschenaziti, sefarditi, italiani, la nascita dei ghetti, in primis quello veneziano del 1516, la comunità di Amsterdam del XVII secolo), la vita quotidiana, l'organizzazione delle comunità, i processi di osmosi con la società circostante che avrebbe reso ogni comunità un'entità unica, analizzandone a fondo le conseguenze per la cultura e la storia ebraica: un libro che, come scrive l'autrice nell'Introduzione, «non vuole essere una storia dell'antisemitismo, ma la storia di un'esperienza di vita, di organizzazione e di pensiero».[29][30]

Giordano Bruno, Bologna, Il Mulino, 1998

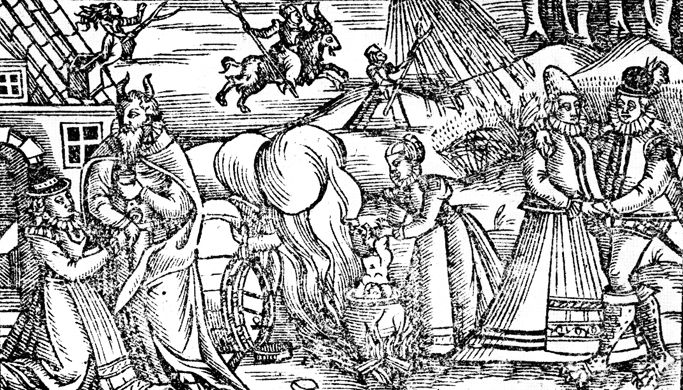
Peter Binsfeld (1540-1598), Streghe

- Il libro ripercorre la vita e il pensiero di Giordano Bruno, ricostruendone a ritroso, a partire dal periodo postunitario, la storia e la sua trasformazione in simbolo della libertà di pensiero e terreno di scontro fra Stato e Chiesa, pensiero moderno e religione, dalla contestata inaugurazione, accompagnata da tre giorni di feste, del monumento in Campo de' Fiori nel giugno del 1889, all'arresto del filosofo da parte dell'inquisizione veneziana nel 1592, alla sua messa al rogo come eretico a Roma nel 1600.[31]

Eretici. Storie di streghe, ebrei e convertiti, Bologna, Il Mulino, 2004
- Nel libro sono narrate undici storie di ebrei, veri e falsi convertiti, possedute e streghe, eretici e nobili disonorati. L'ambientazione è quella della Roma tra il XV e il XVII secolo, con la peste che infuria e la Chiesa impegnata a riaffermare la propria autorità contro la diffusione del protestantesimo, riformando le proprie istituzioni dopo il Concilio di Trento. I racconti prendono origine da riferimenti storiografici documentati nelle note finali, che condividono lo spazio con l'invenzione narrativa e la voce diretta dei personaggi. Il loro proposito è quello di far emergere «gli spaccati delle maggiori problematiche del tempo, i rapporti con la minoranza ebraica, la repressione dell'eresia, i rapporti tra generi, lo scontro tra conservazione e modernità».[32]

Diaspora. Storia degli ebrei nel Novecento, Roma-Bari, Laterza, 2009
- Lo studio ripercorre la storia degli ebrei nel periodo che va dall'ultimo ventennio del XIX secolo fino agli anni settanta del Novecento e rappresenta il proseguimento ideale del percorso tracciato da Ebrei in Europa. Dalla Peste nera all'emancipazione pubblicato nel 1992. Prende avvio dall'emigrazione di circa due milioni di ebrei russi e polacchi (all’ebraismo orientale l'autrice riconduce sia la grande esperienza americana che quella di Israele) verso l'America o le città di Londra e Parigi, e la formazione, in queste destinazioni, di un proletariato ebraico, per la prima volta fatto oggetto di studio. Prosegue analizzando i preludi all’antisemitismo nazista, il concetto di razza superiore e l'esperienza ebraica tedesca, caratterizzata, nell'incontro con la modernità, da un momento di "grandissima esplosione culturale", distrutta in gran parte dalla Shoah: «C’è Freud che reinterpreta il mondo della mente, c’è Einstein che scopre nuove leggi all’universo, c’è Schönberg che scompone la musica, ci sono scrittori, artisti, poeti che sono rimasti a segnare indelebilmente della loro creatività e vitalità la cultura del Novecento».[33] Un capitolo è dedicato alla nascita dello stato di Israele e al conflitto israelo-palestinese fino al 1967. L'emergere dei due poli dell'ebraismo in America e in Israele marcano la perdita d’importanza, quasi la scomparsa della diaspora europea, e conducono l'autrice a interrogarsi su quale sia la "nuova identità" ebraica.[34][35]

Portico d’Ottavia 13. Una casa del ghetto nel lungo inverno del 1943, Roma-Bari, Laterza, 2013

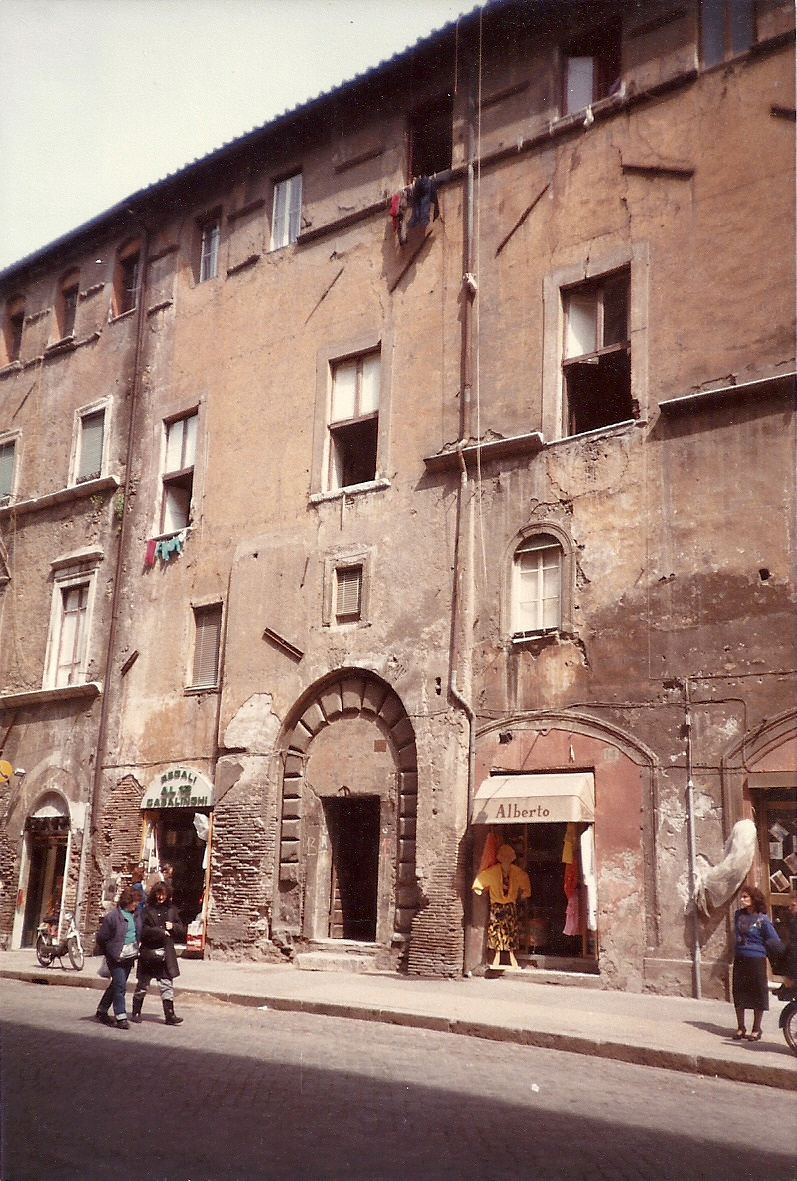
Via del Portico d'Ottavia 13 Roma

- L'indirizzo nominato nel titolo corrisponde ad uno dei due palazzi rinascimentali della via, chiamato dai locali "il portonaccio", in cui il 16 ottobre 1943, il giorno del rastrellamento del ghetto di Roma, i nazisti arrestarono trentacinque ebrei, vecchi, donne e bambini, circa un terzo dei suoi abitanti, che vennero poi caricati su un convoglio destinato al campo di concentramento di Auschwitz. Altri quattordici vennero presi nel corso dei mesi successivi, e sei di loro furono assassinati alle Fosse Ardeatine nel marzo del 1944. Anna Foa, che nel 2000 andò ad abitare in quella casa,[36] ne ricostruisce la storia e quella del vicino quartiere attraverso documenti d'archivio e le testimonianze delle persone sopravvissute.[37]

Andar per ghetti e giudecche, Bologna, Il Mulino, 2014

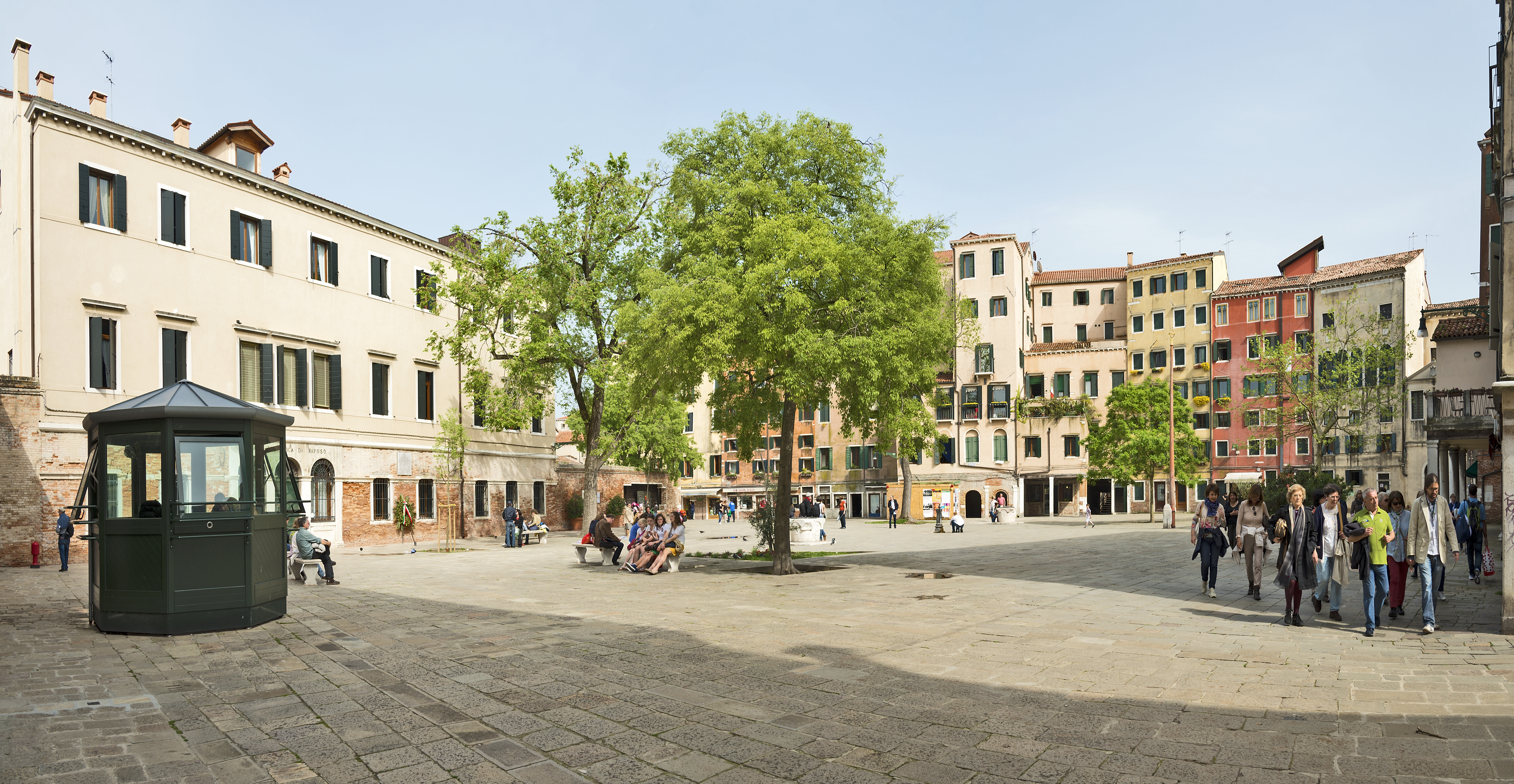
Venezia, campo del Ghetto Novo

- Il libro esplora la geografia italiana degli insediamenti ebraici: le giudecche, quartieri aperti in cui gli ebrei convivevano con i cristiani, presenti in Italia meridionale, ma anche in Spagna, Grecia e in altre zone del Mediterraneo, e i ghetti, nati nel XVI secolo, il primo dei quali a Venezia nel 1517, caratterizzati da una zona abitativa chiusa, in cui gli ebrei erano obbligati a vivere, senza potersi mescolare con i cristiani. I ghetti, gli ultimi dei quali furono quelli piemontesi del Settecento, erano spesso circondati da mura, con porte che si chiudevano dopo il tramonto e si riaprivano all'alba. L'autrice si interroga sul rapporto dei ghetti italiani con la storia successiva: trovandosi la maggior parte delle comunità ebraiche in zone in cui era presente un ghetto, si chiede cosa abbia determinato questa continuità.

Andar per luoghi di confino, Bologna, Il Mulino, 2018
- L'autrice ripercorre la realtà delle zone di confino istituite in Italia dal regime fascista tra il 1926 e il 1943 per isolare gli oppositori e in seguito anche gli ebrei. Le località prescelte erano generalmente poco accessibili, impervie e poco abitate o deserte, collocate per lo più in montagna, in paesini dell'Italia centrale e meridionale, o nelle isole come Ponza, Ventotene, Lipari, Lampedusa, e le Tremiti, diventate ora mete di turismo, prive di ogni riferimento con il passato.

La famiglia F., Roma-Bari, Laterza, 2018
- L'autrice ricostruisce la storia e la biografia della famiglia paterna dei Foa e di quella materna dei Giua, a loro volta intrecciate con legami matrimoniali, di sangue e di amicizia con altre famiglie rappresentative della tradizione ebraica e antifascista torinese (i Della Torre, i Luzzati, i Levi), offrendo uno spaccato dei principali eventi degli ultimi cento anni di storia politica, intellettuale e sociale del nostro paese (fascismo, Resistenza, Shoah, dopoguerra, il 1968).

Anime nere. Due donne e due destini nella Roma nazista, Venezia, Marsilio, 2021

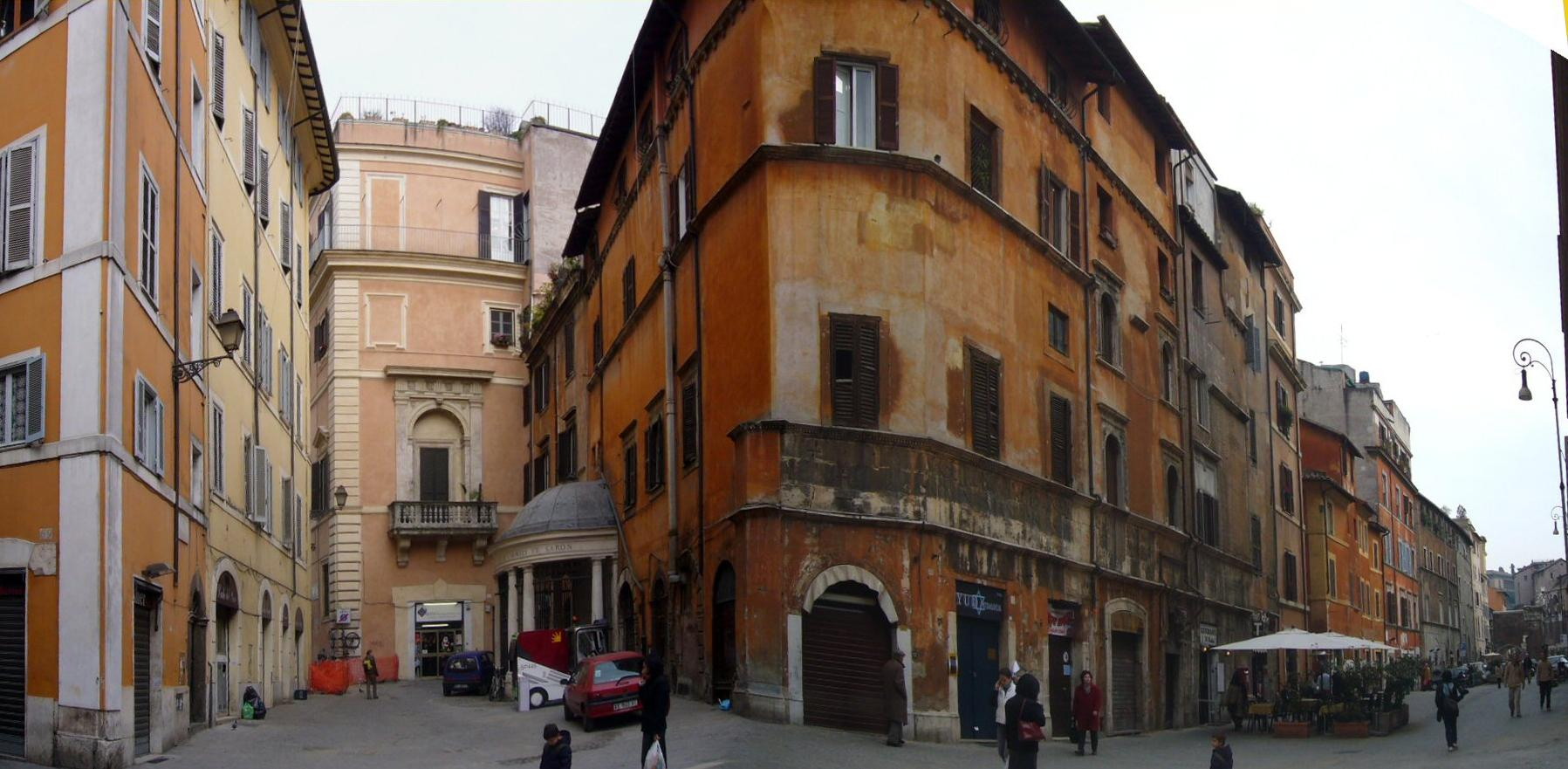
Roma, via del Portico d'Ottavia e vicolo Costaguti

- Roma, via del Portico d'Ottavia e vicolo CostagutiScritto a quattro mani con la storica Lucetta Scaraffia, è ambientato nella Roma dell'occupazione nazista, subito dopo l'attentato di via Rasella, e racconta, come risultato di una ricerca d'archivio ma nello stile di un noir, la storia di due donne molto diverse fra di loro, i cui destini ad un certo punto si intrecciano. La prima, Celeste di Porto, una popolana di origini ebraiche, amante di un fascista, denunciò per denaro i suoi vicini di casa nel ghetto, consegnando alla Gestapo 26 persone innocenti. La seconda, Elena Hohen, una tedesca borghese, sposata con un italiano ma amante per un decennio di un gerarca fascista, fece arrestare in casa sua, dopo averlo ospitato, un colonnello dei carabinieri ricercato perché coinvolto nell'arresto di Benito Mussolini. Le persone catturate dai nazisti a seguito della delazione di Celeste e Elena morirono nell'eccidio delle Fosse Ardeatine. Le due donne, arrestate nel 1946, si incontrarono nel carcere romano delle Mantellate, avviando un rapporto di amicizia non privo di ambiguità. Elena al processo venne assolta dalle accuse, mentre Celeste scontò alcuni anni della pena inflittale; alla sua liberazione, trovò rifugio con l'amica a Trento nel Movimento dei focolari e, grazie all'aiuto di Elena e agli insegnamenti di Chiara Lubich, iniziò un percorso di conversione al cattolicesimo. Le due donne, per la condotta mantenuta durante e dopo la guerra (nessuna delle due avrebbe ammesso le proprie colpe né chiesto perdono) e per la loro ricerca di una nuova vita, sono state interpretate come "lo specchio di una società che, sebbene anelante a un rinnovamento spirituale, tendeva a dimenticare le colpe e a rimuovere i delitti".[38]

Donne e Shoah, Milano, Mimesis, 2021
- In questo libro, di cui è coautrice Francesca Nodari, Anna Foa, riprendendo uno degli interrogativi storiografici posti negli ultimi decenni, si interroga "se ci sono gli elementi di specificità dell'esperienza concentrazionaria per le donne", della descrizione e percezione di questa esperienza; se esista una narrazione femminile, un "discorso di genere" della Shoah.[39] Le memorie delle sopravvissute indicano come elemento centrale di questa diversità, la trasformazione, il degrado e la violazione del corpo, la perdita di percezione della propria femminilità, e toccano temi specifici del vissuto delle donne che riguardano la maternità, l'aborto, la sterilizzazione forzata.[40]

Gli Ebrei in Italia: i primi 2000 anni, Roma-Bari, Laterza, 2022
- L'autrice ricostruisce la storia del mondo ebraico italiano, della sua cultura, del suo rapporto con il mondo cristiano, della sua evoluzione nel corso del tempo, della sua specificità rapportata alle altre esperienze della diaspora europea e del cambiamento avvenuto nei paradigmi interpretativi in ambito storiografico nel raccontare la storia degli ebrei in Italia.[41]

Il suicidio di Israele, Roma-Bari, Laterza, 2024
- Scritto un anno dopo la strage del 7 ottobre 2023 da parte di Hamas, ove morirono oltre 1200 israeliani  con più di 250 rapiti, e ponendo grande attenzione a quanto sta succedendo a Gaza, con bombardamenti a raffica sulla popolazione inerme e l'uccisione di oltre 60.000 persone a maggioranza civili, nell'indifferenza di gran parte del mondo, il libro analizza le problematiche dell'antisemitismo, della democrazia in Israele, e della necessità dei Due popoli due Stati, unica risposta possibile agli opposti estremismi di Netanyahu e Hamas, che vanno respinti attraverso le uniche armi possibili, il dialogo e la politica.

## Premi
Con il libro Il suicidio di Israele, editore Laterza ha vinto il Premio Strega Saggistica 2025, assegnato il 20 giugno 2025 a Taobuk – Taormina International Book Festival.